# Wiki-Watch
Wiki-Watch, відомий як Arbeitsstelle Wiki-Watch im «Studien- und Forschungsschwerpunkt Medienrecht» der Juristischen Fakultät der Europa-Universität Viadrina (англ. Wiki-Watch Project at the «Study and Research Centre on Media Law» з Факультету Права Європейського університету Віадріна) — німецький університетський проект з прозорості Вікіпедії та її статей, спрямованих особливо на медіа-професіоналів.
Wiki-Watch регулярно проводив та публікував опитування адміністраторів німецької Вікіпедії та блогів про проблеми німецької Вікіпедії. Сайт Wiki-Watch wiki-watch.org надає статистичну інформацію про Вікіпедію.
Частина Wiki-Watch.org — це безкоштовне програмне забезпечення для аналізу сторінок. Цей інструмент автоматично оцінює офіційну надійність статей Вікіпедії англійською та німецькою мовами. Він дає п'ятирівневу оцінку, що відповідає її оцінці надійності. Його «Ексклюзивне розуміння» показує, що відбувається у Вікіпедії майже в реальному часі. Блог Wiki-Watch відзначає актуальні тенденції у Вікіпедії та є джерелом висвітлення новин про проект Вікіпедії.
Wiki-Watch був розроблений в Європейському університеті Віадріна у Франкфурті-на-Одері, Німеччина. До групи розробників входили професори Вольфганг Сток та Йоганнес Веберлінг.

## Офіційний аналіз сторінки Wiki-Watch
Офіційний аналіз Wiki-Watch покладається на відстеження кожного запису, зробленого у статті Вікіпедії. Він перевіряє кількість джерел, кількість редакторів та кількість посилань на статтю. У додатковому впровадженому WikiTrust кожному редактору також надається «оцінка якості», яка оцінює надійність їх редагувань.
Сотні тисяч редакторів внесли свої записи у Вікіпедію, а достовірність інформації у Вікіпедії була предметом дискусій серед експертів. Починаючи з 2009 року, Фонд Вікімедіа розглядав позначення тексту, який кілька редакторів не переглядали та не редагували як «неперевірений». Ця форма перевірки надійності може посилити сприйняття наукового вмісту Вікіпедії у навчальних закладах.
Відстеження тексту включено до системи WikiTrust, що постійно розвивається в Каліфорнійському університеті Санта-Крус та впроваджується в Wiki-Watch. Конкретні фрагменти тексту, які не редагувались кількома авторами з доброю оцінкою, позначаються як потенційно ненадійні або небезпечні. Система оцінювання надійності та репутації використовує схему кольорового коду для оцінки фрагментів тексту, виходячи з історії редагування та кількості ревізій користувачами, тим самим сигналізуючи про те, що можуть бути недостовірними змінами в статті. Надійність кожного редактора оцінюється шляхом перегляду змін, внесених до різних статей, та відстеження їхніх внесків, щоб побачити, наскільки добрий вміст статей після редагувань інших редакторів.
Аналіз сторінок порівняно з WikiBu з деякими відмінностями. WikiTrust детальніший, ніж WikiBu. Wiki-Watch більше підкреслює якість джерел, а WikiBu більше підкреслює кількість переглядів над джерелами. Wiki-Watch орієнтований на медіа-професіоналів, а WikiBu — на учнів та викладачів.

## «Ексклюзивна інформація»
У «Ексклюзивному погляді» Wiki-Watch показує компактний огляд сучасних розробок Вікіпедії (що і хто). Користувачі можуть вибирати перегляди від однієї години до одного місяця. Користувач, який увійшов у систему, може побачити більш детальну статистику: найбільш прочитані сторінки, нові сторінки, найбільш відредаговані сторінки тощо. Крім того, графіки подаються для найбільш читаних сторінок, відображаючи погляди кожного дня, щоб читач бачив, чи збільшується чи припиняється інтерес до статті. У «Ексклюзивному погляді» відображаються редагування війн та видалень, а також діяльність адміністраторів та редакторів влади.

## Критика співзасновника
У липні 2011 р. видання Frankfurter Allgemeine Zeitung опублікувало статті, в яких описує передбачуваний конфлікт інтересів між співзасновником Вольфганга Стока для роботи Wiki-Watch і його роботою для фармацевтичної компанії, яка була клієнтом його агентства Convincet. Фонд востаннє редагував статті у Вікіпедії у галузі фармацевтичних та медичних питань навесні 2009 року, що було за рік до заснування Wiki-Watch (наприкінці 2010 року) та за два роки до звинувачення (липень 2011 року).
У офіційній відповіді в Der Spiegel Сток спростував звинувачення, називаючи їх «неправильними» та «помилковими». Сток стверджував, що він вносив свої зміни в статті, пов'язані з фармацевтичною компанією, «до моєї консультаційної роботи для фармацевтичної компанії». Лише пізніше, з літа 2009 року, він працював консультантом із зв'язку у фармацевтичній компанії. «З огляду на триваючу юридичну суперечку» щодо звинувачення, Сток відмовився від лідерської позиції Wiki-Watch та прав доступу до своєї Інтернет-платформи, але залишився членом команди у вересні 2011 року.
Європейський університет Віадріна назвав звинувачення «демонстративно помилковими».